# Frihedsbrevet
Frihedsbrevet er et dansk, uafhængigt, medlemsbaseret gravermedie, der beskæftiger sig med magtkritisk journalistik inden for bl.a. politik, kultur og finans.
Frihedsbrevet blev stiftet i juni 2021 af blandt andre Mads Brügger.
Bag Frihedsbrevet står virksomheden Mediehuset Friheden A/S hvis hovedaktionærer er Bjørn Høi Jensen og Denis Viet-Jacobsen, og hvor Brügger er administrerende direktør.
Mediet har bevidst fravalgt statsfinansieret mediestøtte ud fra et ønske om at være en fri og uafhængig presse. I begyndelsen af 2022 skiftede Ekstra Bladets graverchef Jeppe Findalen til Frihedsbrevet.
Den 24. november 2022 annoncerede Frihedsbrevet, at de vil åbne en medieafdeling i Færøerne med chefredaktør Barbara Holm i spidsen samt Rólant Waag Dam og Jan Lamhauge som journalister.